# Walter Buckpesch
Walter Buckpesch est un homme politique allemand, né le 22 mai 1924 à Offenbach-sur-le-Main (Hesse) et  mort le 25 janvier 2018. Membre du Parti social-démocrate d'Allemagne (SPD), il est bourgmestre d'Offenbach-sur-le-Main de 1974 à 1980 puis député au Bundestag de la République fédérale d'Allemagne de 1983 à 1987.

## Biographie
Buckpesch naît et grandit à Offenbach-sur-le-Main, en Hesse. Il déserte la Wehrmacht quelques jours avant la fin de la Seconde Guerre mondiale. Après la guerre, il suit une formation d'ajusteur-mécanicien puis enseigne en filière professionnelle. Il devient membre de l'assemblée des élus municipaux (Stadtverordnetenversammlung) d'Offenbach en 1956, puis du conseil municipal en 1961. Il est notamment responsable de la fondation du centre sportif de Rosenhöhe (de). Il est ensuite bourgmestre d'Offenbach de 1974 à 1980. En 1983, il entre comme député à la dixième législature du Bundestag à Bonn. Il se retire de la vie politique en 1987.
Buckpesch est directeur du club de natation EOSC Offenbach pendant de longues années ; il est aussi cofondateur de la Fondation sportive d'Offenbach et de l'Union offenbachoise contre les bruits de la circulation aérienne, ainsi que trésorier de l'École des beaux-arts d'Offenbach-sur-le-Main (de).
Il est officier de l'ordre du Mérite de la République fédérale d'Allemagne.